# Jennifer Niederst Robbins
Jennifer Niederst Robbins é uma webdesigner que projetou primeiro site comercial da web, o O'Reilly's Global Network Navigator (GNN).
Graduada pela Universidade de Notre Dame, Robbins é autora de Web Design in a Nutshell, Aprendendo Web Design, um guia sobre o processo de desenvolvimento de sites que ensina a elaborar sites desde o início, seguindo práticas de design contemporâneas e padrões profissionais e HTML e XHTML guia de bolso,. Ela também escreveu guias de estilo de identidade corporativa para clientes como Harcourt Publishing, American Express, and OrangeImagineering.
Desde 2000, Robbins mora em Providence, Rhode Island, onde trabalha como designer freelancer, professora, palestrante e consultora através de sua empresa Littlechair, Inc. 
Lecionou na Johnson & Wales University e na Massachusetts College of Art.